# Блиск (фільм)
«Блиск» (англ. Shine) — австралійський біографічний фільм 1996 року про піаніста Девіда Гельфґота (англ. David Helfgott), який переніс нервовий зрив і провів кілька років у лікувальних закладах. У 1997 році за виконання головної ролі актор Джефрі Раш був удостоєний премії Американської кіноакадемії за найкращу чоловічу роль.

## Сюжет
Австралія, 50 роки. Девід Гельфґот, ще у дитинстві виявив талант до музики. Його батько, Пітер, хотів сприяти розвиткові його кар'єри. Девід після перших успіхів отримує пропозицію скористатися стипендією в США, але батько не погоджується. Після перемоги в конкурсі піаністів Девідові пропонують стипендію в Королівській академії музики в Лондоні, і всупереч волі батька він їде на навчання.

## Акторський склад
- Алекс Рафалович  — Девід Гельфґот (дитина)
- Джефрі Раш — Девід Гельфґот (дорослий)
- Армін Мюллер-Шталь — Пітер Гельфґот
- Джон Гілгуд — Сесил Паркс
- Джастін Брейн — Тоні
- Соня Тод — Сільвія
- Кріс Гейвуд — Сем
- Лін Редгрейв — Джиліан
- Ніколас Бел — Бен Розен
- Кетрін Сюзанна Прічард — Гугі Візерс

## Нагороди
Фільм «Блиск» виграв кінопремію «Оскар»:
- за найкращу чоловічу роль — (Джефрі Раш);

і був номінований:
- за найкращу чоловічу роль другого плану (Армін Мюллер-Шталь),
- за найкращу режисерську роботу,
- за найкращий монтаж,
- за найкращу оригінальну звукову доріжку,
- за найкращий фільм,
- за найкращий оригінальний сценарій.